# 镝
鏑，是一種化學元素，其化學符號为Dy，原子序數为66，原子量為162.500 u属于镧系元素，也是稀土元素之一。鏑的外觀具銀色金屬光澤。鏑在大自然中不以單質出現，而是包含在多種礦物之中，例如磷釔礦等。自然形成的鏑由7種同位素組成，其中豐度最高的是164Dy。
1886年保羅·埃米爾·勒科克·德布瓦博德蘭首次辨認出鏑元素，但要直到1950年代離子交換技術的發展後，才有純態的鏑金屬被分離出來。由於其熱中子吸收截面很高，所以在核反應爐中被用作控制棒；其磁化率亦很高，所以可用於數據儲存技術上，以及做Terfenol-D材料的成份。可溶鏑鹽具有微毒性，不可溶鏑鹽則無毒。

## 性質

### 物理性質

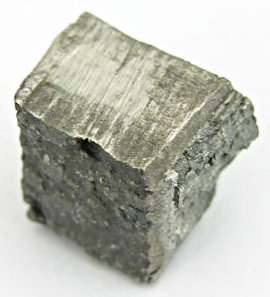
鏑金屬樣本

鏑是一種稀土元素，呈亮銀色金屬光澤。鏑金屬質軟，可以用小刀切割。在沒有過熱的情況下，其加工過程不會產生火花。就算是少量的雜質也會大大改變鏑的物理性質。
鏑和鈥擁有所有元素中最高的磁強度，這在低溫狀態下更為顯著。鏑在85 K（−188.2 °C）以下具有簡單的鐵磁序，但在這一溫度以上會轉變為一種螺旋形反鐵磁狀態，其中特定基面上所有原子的磁矩都互相平行，並相對相鄰平面的磁矩有固定的角度。這種奇特的反鐵磁性在溫度達到179 K（−94 °C）時再轉變為無序順磁態。

### 化學性質
鏑金屬在空氣中緩慢氧化並失去光澤，其燃燒反應會產生氧化鏑：
4 Dy + 3 O2 → 2 Dy2O3
鏑的電正性較高，它會在冷水中慢速進行反應，在熱水中快速反應，並產生氫氧化鏑：
2 Dy (s) + 6 H2O (l) → 2 Dy(OH)3 (aq) + 3 H2 (g)
氢氧化镝在高温下会分解成DyO(OH)，而后者又会分解成氧化镝。
在200 °C以上，鏑金屬會和所有鹵素反應：
2 Dy (s) + 3 F2 (g) → 2 DyF3 (s)（綠色）
2 Dy (s) + 3 Cl2 (g) → 2 DyCl3 (s)（白色）
2 Dy (s) + 3 Br2 (g) → 2 DyBr3 (s)（白色）
2 Dy (s) + 3 I2 (g) → 2 DyI3 (s)（綠色）
鏑會在稀硫酸中迅速溶解，形成含有鏑(III)離子的黃色溶液。這些離子以[Dy(OH2)9]3+配合物的形式存在：
2 Dy (s) + 3 H2SO4 (aq) → 2 Dy3+ (aq) + 3 SO2−
4 (aq) + 3 H2 (g)
反應的產物硫酸鏑(III)有明顯的順磁性。

### 化合物

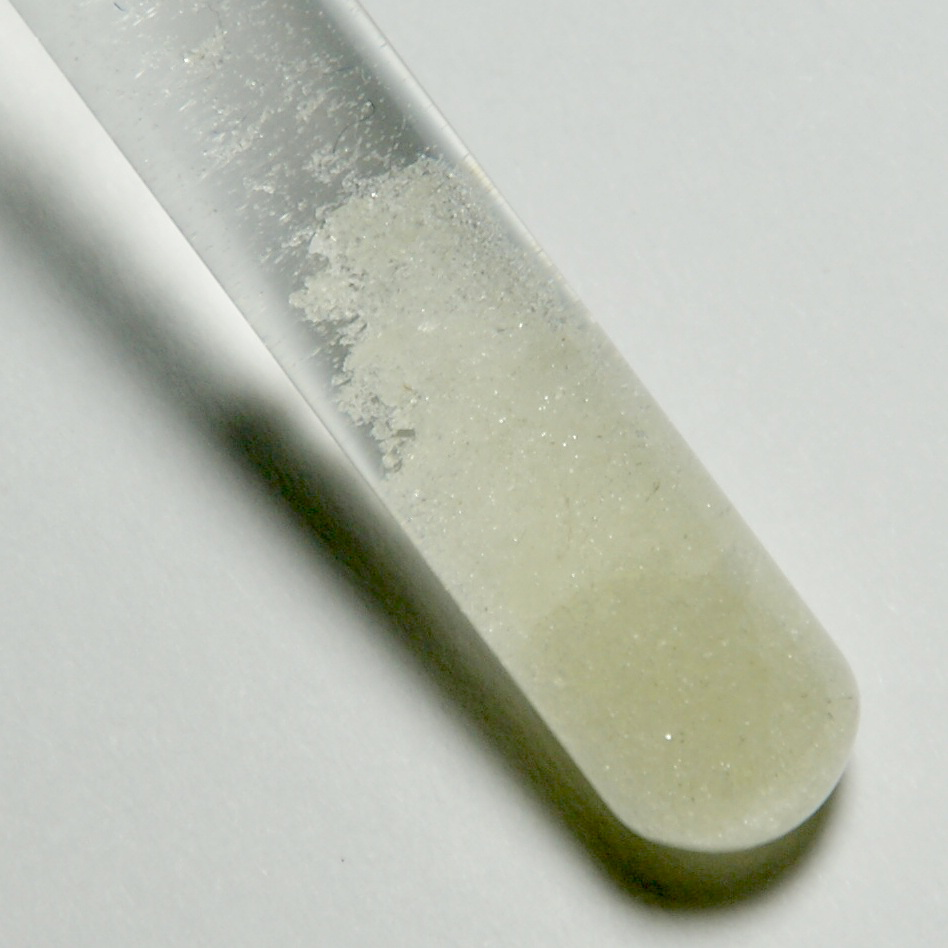
硫酸鏑，Dy_{2}(SO_{4})_{3}

鏑的鹵化物，如DyF3和DyBr3，一般呈黃色。氧化鏑是一種黃色粉末，有強大的磁性，其磁性比氧化鐵還要強。
鏑在高溫下可以和各種非金屬形成二元化合物，其氧化態可以是+3或+2。這包括DyN、DyP、DyH2和DyH3；DyS、DyS2、Dy2S3和Dy5S7；DyB2、DyB4、DyB6和DyB12；以及Dy3C和Dy2C3。
碳酸鏑（Dy2(CO3)3）和硫酸鏑（Dy2(SO4)3）可以經過相似的化學反應製成。大部份鏑化合物都溶於水，但四水合碳酸鏑（Dy2(CO3)3·4H2O）和十水合草酸鏑（Dy2(C2O4)3·10H2O）都不溶於水。

### 同位素
自然形成的鏑由7種稳定同位素組成：156Dy、158Dy和160Dy至164Dy。自然同位素中豐度最高的是比例為28%的164Dy，緊接著的是比例為26%的162Dy。豐度最低的是比例為0.06%的156Dy。
通過人工合成，科學家共發現了29種放射性同位素，其原子量在138和173之間。最穩定的是154Dy，其半衰期約為1.40×106年；接著是半衰期為144.4天的159Dy。最不穩定的是138Dy，其半衰期只有200毫秒。比穩定同位素輕的同位素主要進行β+衰變；除個別特例之外，更重的同位素主要進行β−衰變。154Dy主要進行α衰變，152Dy和159Dy則主要進行電子捕獲。鏑擁有至少11種同核異構體（亞穩態），原子量在140和165之間。最穩定的是165mDy，其半衰期為1.257分鐘。149Dy有兩種亞穩態，第二種（149m2Dy）的半衰期只有28納秒。
164Dy是理論上最重的穩定同位素，任何更重的核素，理論上都會发生α衰變，類似於鉍-209與鋨-186的情形。

## 歷史
1878年，科學家發現鉺礦中也含有鈥和銩的氧化物。1886年，法國化學家保羅·埃米爾·勒科克·德布瓦博德蘭在巴黎研究氧化鈥時，成功地把氧化鏑從中分離出來。他把樣本溶於酸中，再加入氨，將鏑以氫氧化物的形態沉澱出來。他在嘗試了30次以後，才成功分離出鏑。他依據希臘文「δυσπρόσιτος」（Dysprositos，意為「難以取得」）把該新元素命名為「Dysprosium」。不過，要直到1950年代美國愛荷華州立大學的弗蘭克·斯佩丁（Frank Spedding）發展了離子交換技術之後，才有純度較高的鏑被分離出來。

## 存量

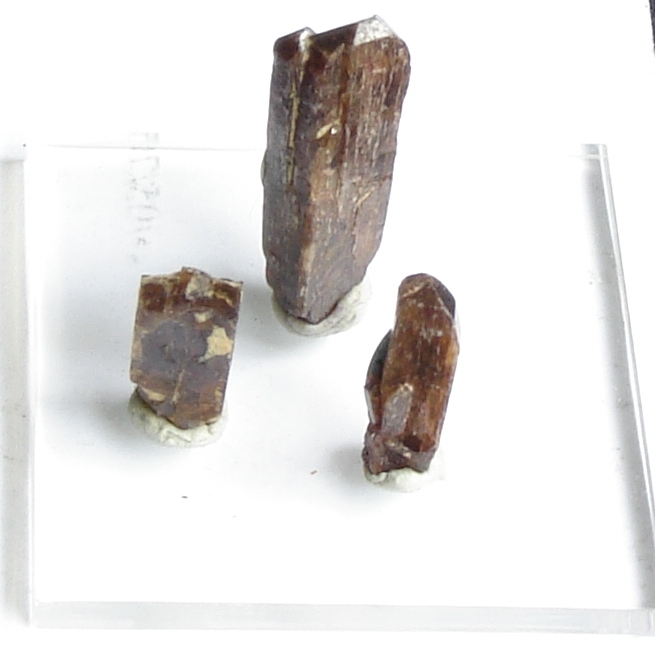
磷釔礦

鏑在自然界中不以單質出現，但存在於多種礦物之中，包括磷釔礦、褐釔鈮礦、硅鈹釔礦、黑稀金礦、復稀金礦、鈦鉭鈮鈾礦、獨居石和氟碳鈰礦等。它一般還和鉺和鈥等稀土元素一同出現。目前大部份的鏑都是在中國南部的離子吸附型稀土礦中開採而得。西澳大利亞州的Halls Creek區域也將開採包括鏑在內的稀土元素。在釔含量較高的礦物中，鏑是所有重鑭系元素中豐度最高的，佔濃縮物的7至8%（相比釔的65%）。地球地殼中的鏑含量約為5.2 mg/kg，在海水中為0.9 ng/L。

## 生產
鏑的生產主要來自開採由多種磷酸鹽混合組成的獨居石砂，是釔萃取過程的副產品之一。鏑的分離過程可以使用磁力或浮力方法移除其他金屬雜質，再經離子交換方法分離各種稀土金屬。所產生的鏑離子與氟或氯反應後分別形成氟化鏑（DyF3）或氯化鏑（DyCl3），再經鈣或鋰金屬還原：
3 Ca + 2 DyF3 → 2 Dy + 3 CaF2
3 Li + DyCl3 → Dy + 3 LiCl
反應在鉭製坩堝、氦氣環境中進行。過程中產生的鹵化物和熔融鏑會因比重不同而自然分離。冷卻之後，可用刀把鏑從其他雜質分開。
全球每年產出大約100噸鏑，其中99%產自中國。從2003年至2010年底，鏑的價格從每磅7美元飆升至每磅130美元，升幅近20倍。根據美國能源部，鏑的現有及潛在用途廣泛，加上缺乏代替品，所以是目前最迫切需要潔淨能源技術的元素。保守估計，鏑在2015年前就會有短缺。

## 應用
鏑與釩及其他元素一起，可用於激光材料和商業照明應用上。由於鏑的熱中子吸收截面很高，所以氧化鏑-鎳金屬陶瓷是一種核反應爐控制棒材料。鏑-鎘氧族元素化合物是紅外線輻射源，能用於研究化學反應。鏑及其化合物有很強的磁性，所以在硬盤等數據儲存裝置中都有用到。
釹-鐵-硼磁鐵中釹部分可以替換為鏑，以提高矯頑力，从而改善磁铁的耐热性能，用於電動汽車驅動馬達等性能要求較高的應用上。用了這種磁鐵的汽車每輛可含高達100克的鏑。根據豐田汽車每年200萬輛車的預計銷售量，很快就會耗盡全球鏑金屬的供應。替換成鏑的磁鐵還具有較高的抗腐蝕性。
鏑、鐵和鋱是Terfenol-D材料的組成元素。Terfenol-D是常溫下磁致伸縮性最強的已知物料。這種性質可用於換能器、寬頻機械共鳴管和高精度液態燃料噴射器。
鏑被用於劑量計中，測量致電離輻射量。當摻有鏑的硫化鈣或氟化鈣受輻射照射時，鏑原子會進入激發態並發光。通過測量發光強度可以推算出輻射劑量。
鏑化合物納米纖維具有高強度、高表面積，所以可以用來加強其他材料或作催化劑。在450巴壓力下對DyBr3和NaF的水溶液加熱17小時至450 °C，可以製成氟氧化鏑纖維。這種材料在超過400 °C高溫下，可以在各種水溶液中存留超過100小時而不會溶解或聚集。
一些高強度金屬鹵化物燈用到碘化鏑和溴化鏑。這些化合物在燈的中心高溫處分解，釋放出遊離鏑原子。這些原子會發出綠光和紅光。
隔熱退磁冰箱用到某些順磁性鏑鹽晶體，包括鏑鎵石榴石（DGG）、鏑鋁石榴石（DAG）和鏑鐵石榴石（DyIG）等。

## 安全
鏑金屬粉末在空氣中如果在火源附近，會有爆炸的危險；其薄片也可以被火花和靜電點燃。鏑所引起的金屬火焰不能用水來澆熄，因為它會和水反應，產生易燃的氫氣。氯化鏑火焰卻可以用水澆熄，而氟化鏑和氧化鏑則不易燃。硝酸鏑（Dy(NO3)3）屬於強氧化劑，在接觸到有機物質時可迅速起火。
可溶鏑鹽，如氯化鏑和硝酸鏑等，在進食後具微毒性；不可溶鹽則無毒。從老鼠對氯化鏑的毒性反應估算，人類在進食500克以上的鏑可以致命。

## 外部連結
- 元素镝在洛斯阿拉莫斯国家实验室的介紹（英文）
- —— 镝（英文）
- 元素镝在The Periodic Table of Videos（諾丁漢大學）的介紹（英文）
- 元素镝在Peter van der Krogt elements site的介紹（英文）
- WebElements.com – 镝（英文）
- It's Elemental – Dysprosium （页面存档备份，存于）